# Peru op de Olympische Zomerspelen 2020
Peru nam deel aan de Olympische Zomerspelen 2020 in Tokio, Japan.

## Atleten
| sport         | mannen | vrouwen | totaal |
| ------------- | ------ | ------- | ------ |
| Atletiek      | 3      | 5       | 8      |
| Badminton     | 0      | 1       | 1      |
| Boksen        | 2      | 0       | 2      |
| Gewichtheffen | 1      | 0       | 1      |
| Gymnastiek    | 0      | 1       | 1      |
| Judo          | 1      | 0       | 1      |
| Karate        | 1      | 0       | 1      |
| Roeien        | 1      | 0       | 1      |
| Schermen      | 0      | 1       | 1      |
| Schietsport   | 3      | 0       | 3      |
| Skateboarden  | 1      | 0       | 1      |
| Surfen        | 2      | 2       | 4      |
| Tennis        | 1      | 0       | 1      |
| Wielersport   | 1      | 0       | 1      |
| Worstelen     | 1      | 0       | 1      |
| Zeilen        | 1      | 4       | 5      |
| Zwemmen       | 1      | 1       | 2      |
| totaal        | 19     | 16      | 35     |

## Sporten

### Atletiek
Mannen
Loopnummers
| atleet            | onderdeel          | series | series | kwartfinale | kwartfinale | halve finale | halve finale | finale  | finale |
| atleet            | onderdeel          | tijd   | rang   | tijd        | rang        | tijd         | rang         | tijd    | rang   |
| ----------------- | ------------------ | ------ | ------ | ----------- | ----------- | ------------ | ------------ | ------- | ------ |
| Luis Henry Campos | 20 km snelwandelen | n.v.t. | n.v.t. | n.v.t.      | n.v.t.      | n.v.t.       | n.v.t.       | 1:30.58 | 43     |
| César Rodríguez   | 20 km snelwandelen | n.v.t. | n.v.t. | n.v.t.      | n.v.t.      | n.v.t.       | n.v.t.       | 1:24.40 | 21     |
| Cristhian Pacheco | marathon           | n.v.t. | n.v.t. | n.v.t.      | n.v.t.      | n.v.t.       | n.v.t.       | 2.22.12 | 59     |

Vrouwen
Loopnummers
| atlete            | onderdeel          | series | series | kwartfinale | kwartfinale | halve finale | halve finale | finale  | finale |
| atlete            | onderdeel          | tijd   | rang   | tijd        | rang        | tijd         | rang         | tijd    | rang   |
| ----------------- | ------------------ | ------ | ------ | ----------- | ----------- | ------------ | ------------ | ------- | ------ |
| Mary Luz Andia    | 20 km snelwandelen | n.v.t. | n.v.t. | n.v.t.      | n.v.t.      | n.v.t.       | n.v.t.       | 1:35.25 | 24     |
| Kimberly García   | 20 km snelwandelen | n.v.t. | n.v.t. | n.v.t.      | n.v.t.      | n.v.t.       | n.v.t.       | DNF     | DNF    |
| Leyde Guerra      | 20 km snelwandelen | n.v.t. | n.v.t. | n.v.t.      | n.v.t.      | n.v.t.       | n.v.t.       | 1:38.10 | 36     |
| Gladys Tejeda     | marathon           | n.v.t. | n.v.t. | n.v.t.      | n.v.t.      | n.v.t.       | n.v.t.       | 2:34.21 | 27     |
| Jovana de la Cruz | marathon           | n.v.t. | n.v.t. | n.v.t.      | n.v.t.      | n.v.t.       | n.v.t.       | 2:36.38 | 40     |

### Badminton
Vrouwen
| atlete         | onderdeel | groepsfase                      | groepsfase               | groepsfase           | groepsfase | eliminatie           | kwartfinale          | halve finale         | finale / BM          | finale / BM |
| atlete         | onderdeel | tegenstander uitslag            | tegenstander uitslag     | tegenstander uitslag | rang       | tegenstander uitslag | tegenstander uitslag | tegenstander uitslag | tegenstander uitslag | rang        |
| -------------- | --------- | ------------------------------- | ------------------------ | -------------------- | ---------- | -------------------- | -------------------- | -------------------- | -------------------- | ----------- |
| Daniela Macías | enkelspel | B Ongbamrungphan V (4-21, 9-21) | K Kuuba V (19-21, 13-21) | n.v.t.               | 3          | niet geplaatst       | niet geplaatst       | niet geplaatst       | niet geplaatst       | 15          |

### Boksen
Mannen
| atleet           | onderdeel    | eerste ronde         | tweede ronde         | kwartfinale          | halve finale         | finale               | finale         |
| atleet           | onderdeel    | tegenstander uitslag | tegenstander uitslag | tegenstander uitslag | tegenstander uitslag | tegenstander uitslag | rang           |
| ---------------- | ------------ | -------------------- | -------------------- | -------------------- | -------------------- | -------------------- | -------------- |
| Leodan Pezo      | lichtgewicht | Safiullin V 0–5      | niet geplaatst       | niet geplaatst       | niet geplaatst       | niet geplaatst       | niet geplaatst |
| José María Lúcar | zwaargewicht | bye                  | Abduljabbar V 0-5    | niet geplaatst       | niet geplaatst       | niet geplaatst       | niet geplaatst |

### Gewichtheffen
Mannen
| atlete       | onderdeel | trekken | trekken | stoten | stoten | totaal | rang |
| atlete       | onderdeel | score   | rang    | score  | rang   | totaal | rang |
| ------------ | --------- | ------- | ------- | ------ | ------ | ------ | ---- |
| Marcos Rojas | -61 kg    | 105     | 14      | 135    | 12     | 240    | 12   |

### Gymnastiek

#### Turnen
Vrouwen
| atlete        | onderdeel | kwalificatie | kwalificatie | kwalificatie | kwalificatie | kwalificatie | kwalificatie | finale         | finale         | finale         | finale         | finale         | finale         |
| atlete        | onderdeel | toestel      | toestel      | toestel      | toestel      | totaal       | positie      | toestel        | toestel        | toestel        | toestel        | totaal         | positie        |
| atlete        | onderdeel | sprong       | brug         | balk         | vloer        | totaal       | positie      | sprong         | brug           | balk           | vloer          | totaal         | positie        |
| ------------- | --------- | ------------ | ------------ | ------------ | ------------ | ------------ | ------------ | -------------- | -------------- | -------------- | -------------- | -------------- | -------------- |
| Ariana Orrego | meerkamp  | 13,433       | 9,466        | 12,066       | 12,066       | 47,031       | 74           | niet geplaatst | niet geplaatst | niet geplaatst | niet geplaatst | niet geplaatst | niet geplaatst |

### Judo
Mannen
| atleet        | onderdeel | eerste ronde         | tweede ronde         | derde ronde          | kwartfinale          | halve finale         | herkansing           | finale / BM          | finale / BM    |
| atleet        | onderdeel | tegenstander uitslag | tegenstander uitslag | tegenstander uitslag | tegenstander uitslag | tegenstander uitslag | tegenstander uitslag | tegenstander uitslag | rang           |
| ------------- | --------- | -------------------- | -------------------- | -------------------- | -------------------- | -------------------- | -------------------- | -------------------- | -------------- |
| Juan Postigos | −66 kg    | n.v.t.               | Katz V 00-10         | niet geplaatst       | niet geplaatst       | niet geplaatst       | niet geplaatst       | niet geplaatst       | niet geplaatst |

### Karate

#### Kumite
Vrouwen
| Atleet          | Onderdeel | Groupsfase             | Groupsfase             | Groupsfase             | Groupsfase             | Groupsfase | Halve Finale           | Finale                 | Finale         |
| Atleet          | Onderdeel | Tegenstander Resultaat | Tegenstander Resultaat | Tegenstander Resultaat | Tegenstander Resultaat | Rang       | Tegenstander Resultaat | Tegenstander Resultaat | Rang           |
| --------------- | --------- | ---------------------- | ---------------------- | ---------------------- | ---------------------- | ---------- | ---------------------- | ---------------------- | -------------- |
| Leïla Heurtault | −61 kg    | Serogina V 1 - 6       | Farouk V 0 - 2         | Preković V 0 - 1       | Sadini W 3 - 1         | 4          | niet geplaatst         | niet geplaatst         | niet geplaatst |

### Roeien
Mannen
| atleet        | onderdeel | series  | series | herkansingen | herkansingen | kwartfinale | kwartfinale | halve finale | halve finale | finale  | finale |
| atleet        | onderdeel | tijd    | rang   | tijd         | rang         | tijd        | rang        | tijd         | rang         | tijd    | rang   |
| ------------- | --------- | ------- | ------ | ------------ | ------------ | ----------- | ----------- | ------------ | ------------ | ------- | ------ |
| Álvaro Torres | skiff     | 7.07,92 | 3 KF   | bye          | bye          | 7.31,85     | 4 HFC/D     | 7.02,49      | 1 FC         | 7.03,69 | 17     |

Legenda: FA=finale A (medailles); FB=finale B (geen medailles); FC=finale C (geen medailles); FD=finale D (geen medailles); FE=finale E (geen medailles); FF=finale F (geen medailles); HA/B=halve finale A/B; HC/D=halve finale C/D; HE/F=halve finale E/F; KF=kwartfinale; H=herkansing

### Schermen
Peru kon één schermer plaatsen voor de Olympische competitie. María Luisa Doig wist deze plek te claimen door het Pan-Amerikaans kwalificatietoernooi te winnen. Op deze manier neemt het land voor het eerst sinds 2008 terug mee aan het schermen.
Vrouwen
| atlete           | onderdeel | eerste ronde         | tweede ronde         | derde ronde          | kwartfinale          | halve finale         | finale / BM          | finale / BM    |
| atlete           | onderdeel | tegenstander uitslag | tegenstander uitslag | tegenstander uitslag | tegenstander uitslag | tegenstander uitslag | tegenstander uitslag | rang           |
| ---------------- | --------- | -------------------- | -------------------- | -------------------- | -------------------- | -------------------- | -------------------- | -------------- |
| María Luisa Doig | degen     | bye                  | Kong V 11 - 15       | niet geplaatst       | niet geplaatst       | niet geplaatst       | niet geplaatst       | niet geplaatst |

### Schietsport
Mannen
| atleet              | onderdeel            | kwalificaties | kwalificaties | finale         | finale         |
| atleet              | onderdeel            | punten        | rang          | punten         | rang           |
| ------------------- | -------------------- | ------------- | ------------- | -------------- | -------------- |
| Marko Carrillo      | 10 m luchtpistool    | 569           | 29            | niet geplaatst | niet geplaatst |
| Marko Carrillo      | 25 m snelvuurpistool | 572           | 18            | niet geplaatst | niet geplaatst |
| Nicolás Pacheco     | skeet                | 122           | 8             | niet geplaatst | niet geplaatst |
| Alessandro de Souza | trap                 | 118           | 27            | niet geplaatst | niet geplaatst |

### Skateboarden
Mannen
| atlete              | onderdeel | kwalificaties | kwalificaties | finale | finale |
| atlete              | onderdeel | punten        | rang          | punten | rang   |
| ------------------- | --------- | ------------- | ------------- | ------ | ------ |
| Angelo Caro Narvaez | street    | 32,93         | 7 Q           | 32,87  | 5      |

### Surfen
Mannen
| atleet        | onderdeel | eerste ronde | eerste ronde | tweede ronde | tweede ronde | derde ronde               | kwartfinale           | halve finale         | finale / BM          | finale / BM    |
| atleet        | onderdeel | score        | rang         | score        | rang         | tegenstander uitslag      | tegenstander uitslag  | tegenstander uitslag | tegenstander uitslag | rang           |
| ------------- | --------- | ------------ | ------------ | ------------ | ------------ | ------------------------- | --------------------- | -------------------- | -------------------- | -------------- |
| Lucca Mesinas | surfen    | 11,40        | 1 Q          | bye          | bye          | Fioravanti W 10,77 - 8,86 | Wright V 7,83 - 12,74 | niet geplaatst       | niet geplaatst       | niet geplaatst |
| Miguel Tudela | surfen    | 10,67        | 2 Q          | bye          | bye          | Ohhara V 10,00 - 9,83     | niet geplaatst        | niet geplaatst       | niet geplaatst       | niet geplaatst |

Vrouwen
| atlete           | onderdeel | eerste ronde | eerste ronde | tweede ronde | tweede ronde | derde ronde          | kwartfinale          | halve finale         | finale / BM          | finale / BM    |
| atlete           | onderdeel | score        | rang         | score        | rang         | tegenstander uitslag | tegenstander uitslag | tegenstander uitslag | tegenstander uitslag | rang           |
| ---------------- | --------- | ------------ | ------------ | ------------ | ------------ | -------------------- | -------------------- | -------------------- | -------------------- | -------------- |
| Daniella Rosas   | surfen    | 7,50         | 4            | 8,14         | 5            | niet geplaatst       | niet geplaatst       | niet geplaatst       | niet geplaatst       | niet geplaatst |
| Sofía Mulánovich | surfen    | 7,80         | 3            | 9,36         | 3 Q          | Moore V 10,34 - 9,90 | niet geplaatst       | niet geplaatst       | niet geplaatst       | niet geplaatst |

### Tennis
Mannen
| atlete              | onderdeel | eerste ronde                   | tweede ronde         | derde ronde          | kwartfinale          | halve finale         | finale / BM          | finale / BM    |
| atlete              | onderdeel | tegenstander uitslag           | tegenstander uitslag | tegenstander uitslag | tegenstander uitslag | tegenstander uitslag | tegenstander uitslag | rang           |
| ------------------- | --------- | ------------------------------ | -------------------- | -------------------- | -------------------- | -------------------- | -------------------- | -------------- |
| Juan Pablo Varillas | enkelspel | Juan Pablo Varillas V 5-7, 4-§ | niet geplaatst       | niet geplaatst       | niet geplaatst       | niet geplaatst       | niet geplaatst       | niet geplaatst |

### Wielersport

#### Wegwielrennen
Mannen
| atleet         | onderdeel    | tijd | rang |
| -------------- | ------------ | ---- | ---- |
| Royner Navarro | wegwedstrijd | DNF  | DNF  |

### Worstelen

#### Vrije stijl
Mannen
| atleet        | onderdeel | eerste ronde         | kwartfinale          | halve finale         | herkansing           | finale / BM          | finale / BM    |
| atleet        | onderdeel | tegenstander uitslag | tegenstander uitslag | tegenstander uitslag | tegenstander uitslag | tegenstander uitslag | rang           |
| ------------- | --------- | -------------------- | -------------------- | -------------------- | -------------------- | -------------------- | -------------- |
| Pool Ambrocio | −86 kg    | Zushen               | niet geplaatst       | niet geplaatst       | niet geplaatst       | niet geplaatst       | niet geplaatst |

### Zeilen
Mannen
| atleet            | onderdeel | race | race | race | race | race | race | race | race | race | race   | race   | race   | race           | netto punten | eindnotering |
| atleet            | onderdeel | 1    | 2    | 3    | 4    | 5    | 6    | 7    | 8    | 9    | 10     | 11     | 12     | M              | netto punten | eindnotering |
| ----------------- | --------- | ---- | ---- | ---- | ---- | ---- | ---- | ---- | ---- | ---- | ------ | ------ | ------ | -------------- | ------------ | ------------ |
| Stefano Peschiera | Laser     | 12   | 26   | 21   | 18   | 19   | 33   | 19   | 15   | 14   | 36 RET | n.v.t. | n.v.t. | niet geplaatst | 177          | 25           |

Vrouwen
| atlete                           | onderdeel    | race | race | race   | race | race | race | race | race | race | race | race   | race   | race           | netto punten | eindnotering |
| atlete                           | onderdeel    | 1    | 2    | 3      | 4    | 5    | 6    | 7    | 8    | 9    | 10   | 11     | 12     | M              | netto punten | eindnotering |
| -------------------------------- | ------------ | ---- | ---- | ------ | ---- | ---- | ---- | ---- | ---- | ---- | ---- | ------ | ------ | -------------- | ------------ | ------------ |
| María Belén Bazo                 | RS:X         | 14   | 13   | 17     | 15   | 8    | 5    | 12   | 12   | 11   | 15   | 11     | 14     | niet geplaatst | 130          | 13           |
| Paloma Schmidt                   | Laser Radial | 17   | 37   | 39     | 38   | 29   | 35   | 32   | 35   | 31   | 11   | n.v.t. | n.v.t. | niet geplaatst | 265          | 36           |
| Diana Tudela María Pia van Oordt | 49erFX       | 19   | 18   | 22 DSQ | 19   | 18   | 17   | 17   | 18   | 16   | 16   | 5      | 11     | niet geplaatst | 174          | 20           |

### Zwemmen
Mannen
| atleet         | onderdeel        | series  | series | halve finale   | halve finale   | finale         | finale         |
| atleet         | onderdeel        | tijd    | rang   | tijd           | rang           | tijd           | rang           |
| -------------- | ---------------- | ------- | ------ | -------------- | -------------- | -------------- | -------------- |
| Joaquín Vargas | 200 m vrije slag | 1.49,93 | 35     | niet geplaatst | niet geplaatst | niet geplaatst | niet geplaatst |
| Joaquín Vargas | 400 m vrije slag | 5.52,94 | 25     | bye            | bye            | niet geplaatst | niet geplaatst |

Vrouwen
| atlete          | onderdeel        | series  | series | halve finale   | halve finale   | finale         | finale         |
| atlete          | onderdeel        | tijd    | rang   | tijd           | rang           | tijd           | rang           |
| --------------- | ---------------- | ------- | ------ | -------------- | -------------- | -------------- | -------------- |
| McKenna DeBever | 100 m rugslag    | 1.02,09 | 31     | niet geplaatst | niet geplaatst | niet geplaatst | niet geplaatst |
| McKenna DeBever | 200 m wisselslag | 2.15,86 | 24     | niet geplaatst | niet geplaatst | niet geplaatst | niet geplaatst |